# Aubracko

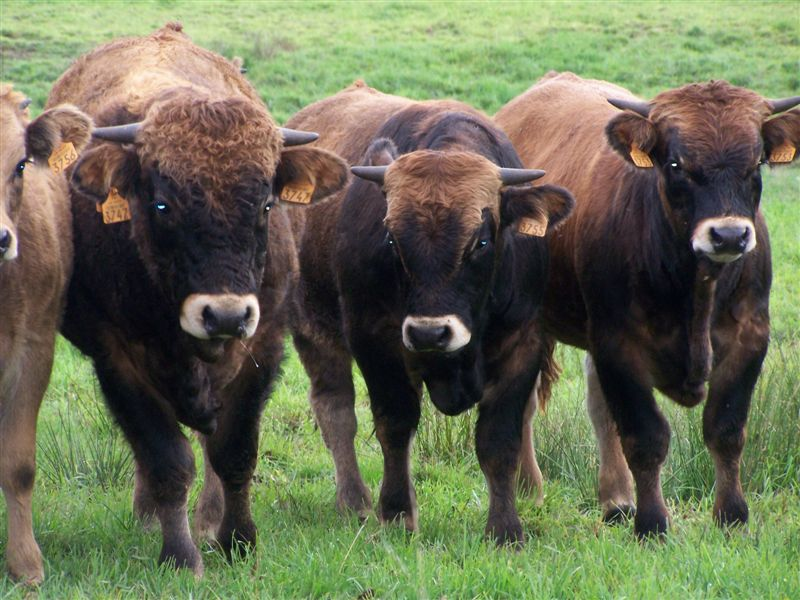
Aubrackor på bete

Aubracko är en fransk koras som antas härstamma från 1600-talet, då de blev framavlade av munkar från Benediktinorden i byn Aubrac i Auvergne-Rhône-Alpes. 1840 grundades en avelsförening för rasen och en stambok grundades 1893. Runt 1940 var rasen som störst med 380  000 registrerade djur över 6 månader, sedan blev rasen mindre populär och 2007 fanns det 37 000 registrerade djur. Aubrackon är huvudsakligen en köttras men mjölken brukas också till att göra ost.